# Kyöpelinvuori
Kyöpelinvuori (del finès kyöpeli = paraula obsoleta per a fantasma i vuori = muntanya), en la mitologia finesa, és el lloc que freqüenten les dones mortes. Es rumoreja que les verges que moren joves es reuneixen allà després de la seva mort al començament de la seva vida després de la mort. Històries semblants de muntanyes paradisíaques per a verges pietoses també s'han conegut a l'Europa central catòlica i a Rússia. Correspon al Blockula (en suec modern Blåkulla) de la mitologia sueca.
Kyöpelinvuori s'ha associat amb creences apàtiques de bruixes, però el nom encara no s'esmenta en documents que es remunten a la cacera de bruixes del segle xvii. En els relats de bruixes suecs, com s'ha esmentat abans, el Sabbath era Blåkulla, i de vegades també es mencionava a Finlàndia, però més sovint només en general, una muntanya o algun altre lloc mític.
Kyöpelinvuori també és molt coneguda a Finlàndia a causa de la Pasqua: es diu que és l'antiga llar de les bruixes de muntanya que volen amb escombres amb gats negres. Les bruixes abandonen la zona només durant Setmana Santa per espantar els nens. Aquestes bruixes també s'han referit amb humor com a solteres que hi acabaran per escapar de l'impost de la "vella donzella".
Segons el Maanmittauslaitos, hi ha un total de 32 turons Kyöpelinvuori a Finlàndia.